# Castellà al Sàhara Occidental
La presència del castellà al Sàhara Occidental és donada pel contacte iniciat al segle xv entre Espanya i el Sàhara Occidental que desembocaren en la colonització espanyola del territori feta el segle xix.

## Història
La influència lingüística màxima va tindre lloc durant la dècada de 1960 per la gran quantitat de serveis donats per l'Administración espanyola i la política educativa feta que implicà tot el sistema educatiu no universitari. El 1970 el 21,8% de la població (el total eren 76.425 habitants) eren castellanoparlants.
El 1975 el poble sahraui refugiat a Tinduf va mantindre l'espanyol com a signe identitari per a diferenciar-se de l'entorn francòfon. Així, a la República Àrab Sahrauí Democràtica el castellà és la segona llengua oficial, sent la primera l'àrab.
L'espanyol esdevingué le llengua de cooperació als Campaments de Refugiats Sahrauís. Cuba inicià el 1977 una col·laboració amb el Sàhara Occidental enviant-hi metges. Fins al desembre 2005 hi havia enviat uns 735 col·laboradors en sectors de salut, educació i cultura. Des de 1977 Cuba també va permetre que els sahrauís cursaren estudis de secundària i universitaris. A Espanya des de 1996 han cursat estudis no universitaris sahrauís.
La formació a l'estranger, Cuba, Espanya i altres països latinoamericans, sent majoritàriament a Cuba, ha permés que l'espanyol es diversificara i es mantinguera al Sàhara Occidental.
Les Vacances en Pau iniciades el 1979 són un dels enllaços que mantenen l'ús del castellà viu.

## Ensenyament
El 1976 es creà el Ministeri d'Ensenyança, Salut i Assumptes Socials. La política educativa era bilingüe (espanyol i àrab).
El 1978 el Ministeri d'Educació i Ensenyança establí l'ensenyament obligatori en espanyol per als cursos de quart a sisè de primària i 7è a 9è de secundària.
De 1994 a 1999 el ministeri va fer una reforma per a formar als professors, crear un currículum d'espanyol i provà un Pla d'Espanyol per a les àrees de treballs manuals, tecnologia, animació escolar i educació física, que seria el primer pas per a un futur establiment de l'educació secundària en espanyol.
El mestres han estudiat principalment a Cuba i en un nombre menor a Espanya. També ha sigut característic la falta de material escolar en espanyol des de sempre. A l'inici, els professors empraren llibres bilingües editats pel Ministeri d'Educació d'Espanya en l'època colonial.
El 2002 de 65.096 nens, 25.749 alumnes estudiaven el castellà.
El sistema educatiu del Sàhara Occidental ha anat deteriorant-se per la falta de material educatiu, la falta de docents i el gran nombre de nens. A més, des dels anys vuitanta del segle XX diverses organitzacions no governamentals han dut a terme activitats de formació en espanyol.

## Usos de l'espanyol
Malgrat el deteriorament de l'educació, l'ús oral i la producció escrita i audiovisual augmenta entre la població. Part de la documentació oficial s'escriu a més d'en àrab, en espanyol.
Sahara Press Service publica en àrab, castellà, francès i anglès. Radio Nacional de la RASD emet en espanyol una hora diària (23:00 a 24:00 de la nit). RASD-TV i la seua edició digital ofereixen documents en castellà i en hassania subtitulat al espanyol. També hi ha moltes pàgines web en espanyol escrites per saharauís.
Molts saharauís, especialment els criats i formats a Espanya i Cuba, tenen l'espanyol com la seua primera llengua. I hi ha dos generacions literàries en espanyol a Cuba: la Generació de l'Exili i la Generació de l'Amistat.
És la "llengua de la salut" perquè tots els textos del Ministeri de Salut i dels centres de salut està en castellà. El personal sanitari és sobretot cubà i espanyol.
Les mares saharauis demenen aprendre l'espanyol per a comunicar-se amb les famílies espanyoles que acullen als seus fills.
Una part important de la població sap espanyol fins i tot aquells qui no han rebut una educació reglada en espanyol.
Dins dels Campaments de Refugiats Saharauis la llengua castellana s'empra per a unes funcions i l'àrab per a altres, fenomen anomenat bilingüísme social.
Hi ha un servei de biblioteques anomenat Libros de Arena que estenen la cultura en espanyol.

## Influència sobre l'àrab hassania i viceversa
El dialecte de l'àrab parlat al Sàhara Occidental rep moltes influències en el lèxic per part de l'espanyol.
Alhora, l'espanyol saharauí està influït pel hassania. Aquesta influència es dona amb la "velarització de múltiples fonemes i una considerable oscil·lació vocàlica i inestabilitat de la e i la o espanyolas".